# Saison 2015-2016 des Warriors de Golden State
La saison 2015-2016 des Warriors de Golden State est la 70e saison de la franchise en NBA et la 54e dans la région de la baie de San Francisco.

## Draft
| Tour | Choix | Joueur       | Poste | Nationalité | Provenance    |
| ---- | ----- | ------------ | ----- | ----------- | ------------- |
| 1    | 30    | Kevon Looney | PF    | États-Unis  | Bruins d'UCLA |

## Matchs

### Pré-saison
| Pré-saison Total: 2-2 (Domicile : 2-1 ; Extérieur : 0-1) |

| Match | Date match | Équipe         | Score     | Meilleur marqueur    | Meilleur rebondeur    | Meilleur passeur   | Lieux Spectateurs         | Série |
| ----- | ---------- | -------------- | --------- | -------------------- | --------------------- | ------------------ | ------------------------- | ----- |
| 1     | 5 octobre  | Toronto        | V 95-87   | Leandro Barbosa (15) | Ezeli, Green (6)      | Draymond Green (5) | SAP Center 18 223         | 1 - 0 |
| 2     | 8 octobre  | @ Portland     | D 101-118 | Stephen Curry (30)   | Draymond Green (8)    | Stephen Curry (7)  | Moda Center 19 303        | 1 - 1 |
| 3     | 13 octobre | Denver         | D 103-114 | Leandro Barbosa (16) | Draymond Green (9)    | Stephen Curry (7)  | Oracle Arena 19 596       | 1 - 2 |
| 4     | 15 octobre | Houston        | V 123-101 | Stephen Curry (19)   | Marreese Speights (8) | Stephen Curry (6)  | Oracle Arena 19 596       | 2 - 2 |
| 5     | 17 octobre | @ L.A Lakers   |           |                      |                       |                    | Valley View Casino Center | -     |
| 6     | 20 octobre | @ L.A Clippers |           |                      |                       |                    | Staples Center            | -     |
| 7     | 22 octobre | @ L.A Lakers   |           |                      |                       |                    | Honda Center              | -     |

### Saison régulière
| Saison régulière Total: 73-9 (Domicile : 39-2 ; Extérieur : 34-7) |

| Match | Date match | Équipe        | Score     | Meilleur marqueur  | Meilleur rebondeur   | Meilleur passeur   | Lieux Spectateurs           | Série |
| ----- | ---------- | ------------- | --------- | ------------------ | -------------------- | ------------------ | --------------------------- | ----- |
| 1     | 27 octobre | New Orleans   | V 111-95  | Stephen Curry (40) | Harrison Barnes (9)  | Stephen Curry (7)  | Oracle Arena 19 596         | 1 - 0 |
| 2     | 30 octobre | @ Houston     | V 112-92  | Stephen Curry (25) | 3 joueurs (7)        | Draymond Green (7) | Toyota Center 18 142        | 2 - 0 |
| 3     | 31 octobre | @ New Orleans | V 134-120 | Stephen Curry (53) | Barnes, Iguodala (7) | Stephen Curry (9)  | Smoothie King Center 18 406 | 3 - 0 |

| Match | Date match  | Équipe          | Score         | Meilleur marqueur  | Meilleur rebondeur  | Meilleur passeur    | Lieux Spectateurs                 | Série  |
| ----- | ----------- | --------------- | ------------- | ------------------ | ------------------- | ------------------- | --------------------------------- | ------ |
| 4     | 2 novembre  | Memphis         | V 119-69      | Stephen Curry (30) | Festus Ezeli (10)   | Draymond Green (8)  | Oracle Arena 19 596               | 4 - 0  |
| 5     | 4 novembre  | L.A. Clippers   | V 112-108     | Stephen Curry (31) | Harrison Barnes (9) | 3 joueurs (5)       | Oracle Arena 19 596               | 5 - 0  |
| 6     | 6 novembre  | Denver          | V 119-104     | Stephen Curry (34) | Draymond Green (9)  | Stephen Curry (10)  | Oracle Arena 19 596               | 6 - 0  |
| 7     | 7 novembre  | @ Sacramento    | V 103-94      | Stephen Curry (24) | Festus Ezeli (12)   | Draymond Green (7)  | Sleep Train Arena 17 317          | 7 - 0  |
| 8     | 9 novembre  | Détroit         | V 109-95      | Klay Thompson (24) | Draymond Green (10) | Draymond Green (9)  | Oracle Arena 19 596               | 8 - 0  |
| 9     | 11 novembre | @ Memphis       | V 100-84      | Stephen Curry (28) | Bogut, Thompson (7) | Stephen Curry (5)   | FedExForum 18 119                 | 9 - 0  |
| 10    | 12 novembre | @ Minnesota     | V 129-116     | Stephen Curry (46) | Draymond Green (8)  | Draymond Green (12) | Target Center 16 130              | 10 - 0 |
| 11    | 14 novembre | Brooklyn        | V 107-99 (OT) | Stephen Curry (34) | Andrew Bogut (18)   | Draymond Green (12) | Oracle Arena 19 596               | 11 - 0 |
| 12    | 17 novembre | Toronto         | V 115-110     | Stephen Curry (37) | Draymond Green (9)  | Stephen Curry (9)   | Oracle Arena 19 596               | 12 - 0 |
| 13    | 19 novembre | @ L.A. Clippers | V 124-117     | Stephen Curry (40) | Stephen Curry (11)  | Draymond Green (9)  | Staples Center 19 528             | 13 - 0 |
| 14    | 20 novembre | Chicago         | V 106-94      | Stephen Curry (27) | Barnes, Green (9)   | Draymond Green (5)  | Oracle Arena 19 596               | 14 - 0 |
| 15    | 22 novembre | @ Denver        | V 118-105     | Klay Thompson (21) | Draymond Green (7)  | Curry, Thompson (7) | Pepsi Center 17 689               | 15 - 0 |
| 16    | 24 novembre | L.A. Lakers     | V 111-77      | Stephen Curry (24) | Andre Iguodala (9)  | Stephen Curry (9)   | Oracle Arena 19 596               | 16 - 0 |
| 17    | 27 novembre | @ Phoenix       | V 135-116     | Stephen Curry (41) | Draymond Green (10) | Draymond Green (10) | Talking Stick Resort Arena 18 055 | 17 - 0 |
| 18    | 28 novembre | Sacramento      | V 120-101     | Stephen Curry (19) | Ezeli, Green (11)   | Draymond Green (12) | Oracle Arena 19 596               | 18 - 0 |
| 19    | 30 novembre | Utah            | V 106-103     | Stephen Curry (26) | Draymond Green (9)  | Draymond Green (7)  | Vivint Smart Home Arena 19 911    | 19 - 0 |

| Match | Date match  | Équipe      | Score           | Meilleur marqueur   | Meilleur rebondeur  | Meilleur passeur      | Lieux Spectateurs                | Série  |
| ----- | ----------- | ----------- | --------------- | ------------------- | ------------------- | --------------------- | -------------------------------- | ------ |
| 20    | 2 décembre  | @ Charlotte | V 116-99        | Stephen Curry (40)  | Bogut, Green (11)   | Draymond Green (9)    | Time Warner Cable Arena 19 542   | 20 - 0 |
| 21    | 5 décembre  | @ Toronto   | V 112-109       | Stephen Curry (44)  | Festus Ezeli (10)   | Stephen Curry (7)     | Centre Air Canada 20 160         | 21 - 0 |
| 22    | 6 décembre  | @ Brooklyn  | V 114-98        | Stephen Curry (28)  | Green, Iguodala (9) | Draymond Green (7)    | Barclays Center 17 732           | 22 - 0 |
| 23    | 8 décembre  | @ Indiana   | V 131-123       | Klay Thompson (39)  | Andrew Bogut (10)   | Stephen Curry (10)    | Bankers Life Fieldhouse 18 165   | 23 - 0 |
| 24    | 11 décembre | @ Boston    | V 124-119 (2OT) | Stephen Curry (38)  | Festus Ezeli (12)   | Curry, Green (8)      | TD Garden 18 624                 | 24 - 0 |
| 25    | 12 décembre | @ Milwaukee | D 95-108        | Stephen Curry (28)  | Draymond Green (11) | 3 joueurs (5)         | BMO Harris Bradley Center 18 717 | 24 - 1 |
| 26    | 16 décembre | Phoenix     | V 128-103       | Klay Thompson (43)  | Andrew Bogut (12)   | Draymond Green (10)   | Oracle Arena 19 596              | 25 - 1 |
| 27    | 18 décembre | Milwaukee   | V 121-112       | Klay Thompson (27)  | Draymond Green (9)  | Stephen Curry (9)     | Oracle Arena 19 596              | 26 - 1 |
| 28    | 23 décembre | Utah        | V 103-85        | Klay Thompson (20)  | Andrew Bogut (13)   | Stephen Curry (9)     | Oracle Arena 19 596              | 27 - 1 |
| 29    | 25 décembre | Cleveland   | V 89-83         | Draymond Green (22) | Draymond Green (15) | Curry, Green (7)      | Oracle Arena 19 596              | 28 - 1 |
| 30    | 28 décembre | Sacramento  | V 122-103       | Klay Thompson (19)  | Stephen Curry (14)  | Stephen Curry (10)    | Oracle Arena 19 596              | 29 - 1 |
| 31    | 30 décembre | @ Dallas    | D 91-114        | Ian Clark (21)      | Andrew Bogut (10)   | Green, Livingston (4) | American Airlines Center 20494   | 29 - 2 |
| 32    | 31 décembre | @ Houston   | V 114-110       | Klay Thompson (38)  | Bogut, Green (11)   | Draymond Green (10)   | Toyota Center 18313              | 30 - 2 |

| Match | Date match | Équipe         | Score          | Meilleur marqueur    | Meilleur rebondeur  | Meilleur passeur    | Lieux Spectateurs             | Série  |
| ----- | ---------- | -------------- | -------------- | -------------------- | ------------------- | ------------------- | ----------------------------- | ------ |
| 33    | 2 janvier  | Denver         | V 111-108 (OT) | Draymond Green (29)  | Draymond Green (17) | Draymond Green (14) | Oracle Arena 19 596           | 31 - 2 |
| 34    | 4 janvier  | Charlotte      | V 111-101      | Curry, Thompson (30) | Draymond Green (15) | Draymond Green (10) | Oracle Arena 19 596           | 32 - 2 |
| 35    | 5 janvier  | @ L.A. Lakers  | V 109-88       | Klay Thompson (36)   | Draymond Green (12) | Clark, Curry (6)    | Staples Center 18 997         | 33 - 2 |
| 36    | 8 janvier  | @ Portland     | V 128-108      | Klay Thompson (36)   | Draymond Green (13) | Draymond Green (10) | Moda Center 20 035            | 34 - 2 |
| 37    | 9 janvier  | @ Sacramento   | V 128-116      | Stephen Curry (38)   | Andrew Bogut (11)   | Stephen Curry (11)  | Sleep Train Arena 17 317      | 35 - 2 |
| 38    | 11 janvier | Miami          | V 111-103      | Stephen Curry (31)   | Draymond Green (12) | 3 joueurs (6)       | Oracle Arena 19 596           | 36 - 2 |
| 39    | 13 janvier | @ Denver       | D 110-112      | Stephen Curry (38)   | Andrew Bogut (7)    | Stephen Curry (9)   | Pepsi Center 18 004           | 36 - 3 |
| 40    | 14 janvier | L.A. Lakers    | V 116-98       | Stephen Curry (26)   | Draymond Green (9)  | Draymond Green (5)  | Oracle Arena 19 596           | 37 - 3 |
| 41    | 16 janvier | @ Détroit      | D 95-113       | Stephen Curry (38)   | Festus Ezeli (10)   | Draymond Green (9)  | Palace of Auburn Hills 21 584 | 37 - 4 |
| 42    | 18 janvier | @ Cleveland    | V 132-98       | Stephen Curry (35)   | Draymond Green (7)  | Draymond Green (10) | Quicken Loans Arena 20 562    | 38 - 4 |
| 43    | 20 janvier | @ Chicago      | V 125-94       | Stephen Curry (25)   | Andrew Bogut (12)   | Stephen Curry (11)  | United Center 23 152          | 39 - 4 |
| 44    | 22 janvier | Indiana        | V 122-110      | Stephen Curry (39)   | Barnes, Green (11)  | Stephen Curry (12)  | Oracle Arena 19 596           | 40 - 4 |
| 45    | 25 janvier | San Antonio    | V 120-90       | Stephen Curry (37)   | Draymond Green (9)  | Draymond Green (6)  | Oracle Arena 19 596           | 41 - 4 |
| 46    | 27 janvier | Dallas         | V 127-107      | Klay Thompson (45)   | Andrew Bogut (9)    | Stephen Curry (9)   | Oracle Arena 19 596           | 42 - 4 |
| 47    | 30 janvier | @ Philadelphie | V 108-105      | Klay Thompson (32)   | Andrew Bogut (16)   | Draymond Green (9)  | Wells Fargo Center 20 798     | 43 - 4 |
| 48    | 31 janvier | @ New York     | V 116-95       | Klay Thompson (34)   | Andrew Bogut (12)   | Draymond Green (10) | Madison Square Garden 19 812  | 44 - 4 |

| Match               | Date match | Équipe          | Score          | Meilleur marqueur  | Meilleur rebondeur  | Meilleur passeur    | Lieux Spectateurs                 | Série  |
| ------------------- | ---------- | --------------- | -------------- | ------------------ | ------------------- | ------------------- | --------------------------------- | ------ |
| 49                  | 3 février  | @ Washington    | V 134-121      | Stephen Curry (51) | Draymond Green (10) | Draymond Green (12) | Verizon Center 20 356             | 45 - 4 |
| 50                  | 6 février  | Oklahoma City   | V 116-108      | Stephen Curry (26) | Draymond Green (14) | Stephen Curry (10)  | Oracle Arena 19 596               | 46 - 4 |
| 51                  | 9 février  | Houston         | V 123-110      | Stephen Curry (35) | Andrew Bogut (11)   | Stephen Curry (9)   | Oracle Arena 19 596               | 47 - 4 |
| 52                  | 10 février | @ Phoenix       | V 112-104      | Stephen Curry (26) | Bogut, Curry (9)    | Stephen Curry (9)   | Talking Stick Resort Arena 18 055 | 48 - 4 |
| All-Star Break 2016 |            |                 |                |                    |                     |                     |                                   |        |
| 53                  | 19 février | @ Portland      | D 105-137      | Stephen Curry (31) | Draymond Green (12) | Draymond Green (8)  | Moda Center 20 100                | 48 - 5 |
| 54                  | 20 février | @ L.A. Clippers | V 115-112      | Klay Thompson (32) | Draymond Green (11) | Draymond Green (10) | Staples Center 19 585             | 49 - 5 |
| 55                  | 22 février | @ Atlanta       | V 102-92       | Stephen Curry (36) | Draymond Green (15) | Curry, Green (8)    | Philips Arena 18 717              | 50 - 5 |
| 56                  | 24 février | @ Miami         | V 118-112      | Stephen Curry (42) | Draymond Green (11) | Stephen Curry (7)   | American Airlines Arena 19 899    | 51 - 5 |
| 57                  | 25 février | @ Orlando       | V 130-114      | Stephen Curry (51) | Stephen Curry (7)   | Curry, Green (8)    | Amway Center 19 189               | 52 - 5 |
| 58                  | 27 février | @ Oklahoma City | V 121-118 (OT) | Stephen Curry (46) | Draymond Green (14) | Draymond Green (14) | Chesapeake Energy Arena 18 203    | 53 - 5 |

| Match | Date match | Équipe        | Score          | Meilleur marqueur   | Meilleur rebondeur   | Meilleur passeur    | Lieux Spectateurs               | Série  |
| ----- | ---------- | ------------- | -------------- | ------------------- | -------------------- | ------------------- | ------------------------------- | ------ |
| 59    | 1er mars   | Atlanta       | V 109-105 (OT) | Klay Thompson (26)  | Draymond Green (13)  | Draymond Green (9)  | Oracle Arena 19 596             | 54 - 5 |
| 60    | 3 mars     | Oklahoma City | V 121-106      | Stephen Curry (33)  | Draymond Green (8)   | Draymond Green (7)  | Oracle Arena 19 596             | 55 - 5 |
| 61    | 6 mars     | @ L.A. Lakers | D 95-112       | Stephen Curry (18)  | Draymond Green (10)  | Draymond Green (9)  | Staples Center 18 997           | 55 - 6 |
| 62    | 7 mars     | Orlando       | V 119-113      | Stephen Curry (41)  | Stephen Curry (13)   | Draymond Green (10) | Oracle Arena 19 596             | 56 - 6 |
| 63    | 9 mars     | Utah          | V 115-94       | Klay Thompson (23)  | Draymond Green (7)   | Stephen Curry (10)  | Oracle Arena 19 596             | 57 - 6 |
| 64    | 11 mars    | Portland      | V 128-112      | Klay Thompson (37)  | Draymond Green (13)  | Draymond Green (7)  | Oracle Arena 19 596             | 58 - 6 |
| 65    | 12 mars    | Phoenix       | V 123-116      | Stephen Curry (35)  | Barnes, Speights (9) | 3 joueurs (6)       | Oracle Arena 19 596             | 59 - 6 |
| 66    | 14 mars    | New Orleans   | V 125-107      | Stephen Curry (27)  | Draymond Green (12)  | Stephen Curry (5)   | Oracle Arena 19 596             | 60 - 6 |
| 67    | 16 mars    | New York      | V 121-85       | Stephen Curry (34)  | Draymond Green (11)  | Draymond Green (10) | Oracle Arena 19 596             | 61 - 6 |
| 68    | 18 mars    | @ Dallas      | V 130-112      | Klay Thompson (39)  | Stephen Curry (9)    | Stephen Curry (10)  | American Airlines Center 20 515 | 62 - 6 |
| 69    | 19 mars    | @ San Antonio | D 79-87        | Klay Thompson (15)  | Draymond Green (9)   | Draymond Green (8)  | AT&T Center 18 418              | 62 - 7 |
| 70    | 21 mars    | @ Minnesota   | V 109-104      | Draymond Green (24) | Draymond Green (9)   | Stephen Curry (11)  | Target Center 19 452            | 63 - 7 |
| 71    | 23 mars    | L.A. Clippers | V 114-98       | Stephen Curry (33)  | Draymond Green (12)  | Stephen Curry (5)   | Oracle Arena 19 596             | 64 - 7 |
| 72    | 25 mars    | Dallas        | V 128-120      | Klay Thompson (40)  | Stephen Curry (8)    | Draymond Green (10) | Oracle Arena 19 596             | 65 - 7 |
| 73    | 27 mars    | Philadelphie  | V 117-105      | Klay Thompson (40)  | Draymond Green (11)  | Draymond Green (11) | Oracle Arena 19 596             | 66 - 7 |
| 74    | 29 mars    | Washington    | V 102-94       | Stephen Curry (26)  | Draymond Green (16)  | Draymond Green (9)  | Oracle Arena 19 596             | 67 - 7 |
| 75    | 30 mars    | @ Utah        | V 103-96 (OT)  | Stephen Curry (31)  | Harrison Barnes (11) | Draymond Green (6)  | Vivint Smart Home Arena 19 911  | 68 - 7 |

| Match | Date match | Équipe        | Score          | Meilleur marqueur   | Meilleur rebondeur  | Meilleur passeur      | Lieux Spectateurs   | Série  |
| ----- | ---------- | ------------- | -------------- | ------------------- | ------------------- | --------------------- | ------------------- | ------ |
| 76    | 1er avril  | Boston        | D 106-109      | Stephen Curry (29)  | Draymond Green (9)  | Draymond Green (7)    | Oracle Arena 19 596 | 68 - 8 |
| 77    | 3 avril    | Portland      | V 136-111      | Stephen Curry (39)  | Draymond Green (10) | Draymond Green (10)   | Oracle Arena 19 596 | 69 - 8 |
| 78    | 5 avril    | Minnesota     | D 117-124 (OT) | Klay Thompson (28)  | Andrew Bogut (15)   | Stephen Curry (15)    | Oracle Arena 19 596 | 69 - 9 |
| 79    | 7 avril    | San Antonio   | V 112-101      | Stephen Curry (27)  | Andrew Bogut (11)   | Stephen Curry (9)     | Oracle Arena 19 596 | 70 - 9 |
| 80    | 9 avril    | @ Memphis     | V 100-99       | Draymond Green (23) | Draymond Green (11) | Stephen Curry (8)     | FedExForum 18 119   | 71 - 9 |
| 81    | 10 avril   | @ San Antonio | V 92-86        | Stephen Curry (37)  | Andre Iguodala (7)  | Stephen Curry (5)     | AT&T Center 18 658  | 72 - 9 |
| 82    | 13 avril   | Memphis       | V 125-104      | Stephen Curry (46)  | Draymond Green (9)  | Shaun Livingston (10) | Oracle Arena 19 596 | 73 - 9 |

### Playoffs
| Playoffs Total: 15-9 (Domicile : 11-3 ; Extérieur : 4-6) |

| Match | Date match | Équipe    | Score     | Meilleur marqueur      | Meilleur rebondeur  | Meilleur passeur     | Lieux Spectateurs    | Série |
| ----- | ---------- | --------- | --------- | ---------------------- | ------------------- | -------------------- | -------------------- | ----- |
| 1     | 16 avril   | Houston   | V 104-78  | Stephen Curry (24)     | Draymond Green (10) | Andre Iguodala (7)   | Oracle Arena 19 596  | 1 - 0 |
| 2     | 18 avril   | Houston   | V 115-106 | Klay Thompson (34)     | Draymond Green (14) | Draymond Green (8)   | Oracle Arena 19 596  | 2 - 0 |
| 3     | 21 avril   | @ Houston | D 96-97   | Marreese Speights (22) | Klay Thompson (8)   | Draymond Green (7)   | Toyota Center 18 200 | 2 - 1 |
| 4     | 24 avril   | @ Houston | V 121-94  | Klay Thompson (23)     | Draymond Green (8)  | Shaun Livingston (9) | Toyota Center 18 200 | 3 - 1 |
| 5     | 27 avril   | Houston   | V 114-81  | Klay Thompson (27)     | Draymond Green (9)  | Draymond Green (8)   | Oracle Arena 19 596  | 4 - 1 |

| Match | Date match | Équipe     | Score          | Meilleur marqueur   | Meilleur rebondeur  | Meilleur passeur      | Lieux Spectateurs   | Série |
| ----- | ---------- | ---------- | -------------- | ------------------- | ------------------- | --------------------- | ------------------- | ----- |
| 1     | 1er mai    | Portland   | V 118-106      | Klay Thompson (37)  | Draymond Green (13) | Draymond Green (11)   | Oracle Arena 19 596 | 1 - 0 |
| 2     | 3 mai      | Portland   | V 110-99       | Klay Thompson (27)  | Draymond Green (14) | Draymond Green (7)    | Oracle Arena 19 596 | 2 - 0 |
| 3     | 7 mai      | @ Portland | D 108-120      | Draymond Green (37) | Draymond Green (9)  | Shaun Livingston (10) | Moda Center 19 673  | 2 - 1 |
| 4     | 9 mai      | @ Portland | V 132-125 (OT) | Stephen Curry (40)  | 3 joueurs (9)       | Stephen Curry (8)     | Moda Center 19 583  | 3 - 1 |
| 5     | 11 mai     | Portland   | V 125-121      | Klay Thompson (33)  | Draymond Green (11) | Stephen Curry (11)    | Oracle Arena 19 596 | 4 - 1 |

| Match | Date match | Équipe          | Score     | Meilleur marqueur  | Meilleur rebondeur  | Meilleur passeur   | Lieux Spectateurs              | Série |
| ----- | ---------- | --------------- | --------- | ------------------ | ------------------- | ------------------ | ------------------------------ | ----- |
| 1     | 16 mai     | Oklahoma City   | D 102-108 | Stephen Curry (26) | Stephen Curry (10)  | Stephen Curry (7)  | Oracle Arena 19 596            | 0 - 1 |
| 2     | 18 mai     | Oklahoma City   | V 118-91  | Stephen Curry (28) | Draymond Green (8)  | Draymond Green (7) | Oracle Arena 19 596            | 1 - 1 |
| 3     | 22 mai     | @ Oklahoma City | D 105-133 | Stephen Curry (24) | Brandon Rush (7)    | 5 joueurs (3)      | Chesapeake Energy Arena 18 203 | 1 - 2 |
| 4     | 24 mai     | @ Oklahoma City | D 94-118  | Klay Thompson (26) | Draymond Green (11) | Stephen Curry (5)  | Chesapeake Energy Arena 18 203 | 1 - 3 |
| 5     | 26 mai     | Oklahoma City   | V 120-111 | Stephen Curry (31) | Andrew Bogut (14)   | Andre Iguodala (8) | Oracle Arena 19 596            | 2 - 3 |
| 6     | 28 mai     | @ Oklahoma City | V 108-101 | Klay Thompson (41) | Draymond Green (12) | Stephen Curry (9)  | Chesapeake Energy Arena 18 203 | 3 - 3 |
| 7     | 30 mai     | Oklahoma City   | V 96-88   | Stephen Curry (36) | Draymond Green (9)  | Stephen Curry (8)  | Oracle Arena 19 596            | 4 - 3 |

| Match | Date match | Équipe      | Score     | Meilleur marqueur     | Meilleur rebondeur  | Meilleur passeur   | Lieux Spectateurs          | Série |
| ----- | ---------- | ----------- | --------- | --------------------- | ------------------- | ------------------ | -------------------------- | ----- |
| 1     | 2 juin     | Cleveland   | V 104-89  | Shaun Livingston (20) | Draymond Green (11) | Draymond Green (7) | Oracle Arena 19 596        | 1 - 0 |
| 2     | 5 juin     | Cleveland   | V 110-77  | Draymond Green (28)   | Stephen Curry (9)   | 3 joueurs (5)      | Oracle Arena 19 596        | 2 - 0 |
| 3     | 8 juin     | @ Cleveland | D 90-120  | Stephen Curry (19)    | Draymond Green (7)  | Draymond Green (7) | Quicken Loans Arena 20 562 | 2 - 1 |
| 4     | 10 juin    | @ Cleveland | V 108-97  | Stephen Curry (38)    | Draymond Green (12) | Andre Iguodala (7) | Quicken Loans Arena 20 562 | 3 - 1 |
| 5     | 13 juin    | Cleveland   | D 97-112  | Klay Thompson (37)    | Andre Iguodala (11) | Andre Iguodala (6) | Oracle Arena 19 596        | 3 - 2 |
| 6*    | 16 juin    | @ Cleveland | D 101-115 | Stephen Curry (30)    | Draymond Green (10) | Draymond Green (6) | Quicken Loans Arena 20 562 | 3 - 3 |
| 7*    | 19 juin    | Cleveland   | D 89-93   | Draymond Green (32)   | Draymond Green (15) | Draymond Green (9) | Oracle Arena 19 596        | 3 - 4 |

### Confrontations en saison régulière
| Conférence Est      | Conférence Est                          | Conférence Est                          | Conférence Ouest                        | Conférence Ouest                          | Conférence Ouest                          | Conférence Ouest                          | Conférence Ouest                          |
| Division Atlantique | Division Atlantique                     | Division Atlantique                     | Division Nord-Ouest                     | Division Nord-Ouest                       | Division Nord-Ouest                       | Division Nord-Ouest                       | Division Nord-Ouest                       |
| Équipe              | Domicile                                | Extérieur                               | Équipe                                  | Domicile                                  | Domicile                                  | Extérieur                                 | Extérieur                                 |
| ------------------- | --------------------------------------- | --------------------------------------- | --------------------------------------- | ----------------------------------------- | ----------------------------------------- | ----------------------------------------- | ----------------------------------------- |
| Boston              | 106-109                                 | 124-119 (2OT)                           | Denver                                  | 119-104                                   | 111-108 (OT)                              | 118-105                                   | 110-112                                   |
| Brooklyn            | 107-99 (OT)                             | 114-98                                  | Minnesota                               | 117-124 (OT)                              |                                           | 129-116                                   | 109-104                                   |
| New York            | 121-85                                  | 116-95                                  | Oklahoma City                           | 116-108                                   | 121-106                                   | 121-118 (OT)                              |                                           |
| Philadelphie        | 117-105                                 | 108-105                                 | Portland                                | 128-112                                   | 136-111                                   | 128-108                                   | 105-137                                   |
| Toronto             | 115-110                                 | 112-109                                 | Utah                                    | 103-85                                    | 115-94                                    | 106-103                                   | 103-96 (OT)                               |
|                     | 4–1                                     | 5–0                                     |                                         | 8–1                                       | 8–1                                       | 7–2                                       | 7–2                                       |
| Division            | 9–1                                     | 9–1                                     | Division                                | 15-3                                      | 15-3                                      | 15-3                                      | 15-3                                      |
| Division Centrale   | Division Centrale                       | Division Centrale                       | Division Pacifique                      | Division Pacifique                        | Division Pacifique                        | Division Pacifique                        | Division Pacifique                        |
| Équipe              | Domicile                                | Extérieur                               | Équipe                                  | Domicile                                  | Domicile                                  | Extérieur                                 | Extérieur                                 |
| Chicago             | 106-94                                  | 125-94                                  |                                         |                                           |                                           |                                           |                                           |
| Cleveland           | 89-83                                   | 132-98                                  | L.A. Clippers                           | 112-108                                   | 114-98                                    | 124-117                                   | 115-112                                   |
| Detroit             | 109-95                                  | 95-113                                  | L.A. Lakers                             | 111-77                                    | 116-98                                    | 109-88                                    | 95-112                                    |
| Indiana             | 122-110                                 | 131-123                                 | Phoenix                                 | 128-103                                   | 123-116                                   | 135-116                                   | 112-104                                   |
| Milwaukee           | 121-112                                 | 95-108                                  | Sacramento                              | 120-101                                   | 122-103                                   | 103-94                                    | 128-116                                   |
|                     | 5-0                                     | 3-2                                     |                                         | 8-0                                       | 8-0                                       | 7–1                                       | 7–1                                       |
| Division            | 8-2                                     | 8-2                                     | Division                                | 15-1                                      | 15-1                                      | 15-1                                      | 15-1                                      |
| Division Sud-Est    | Division Sud-Est                        | Division Sud-Est                        | Division Sud-Ouest                      | Division Sud-Ouest                        | Division Sud-Ouest                        | Division Sud-Ouest                        | Division Sud-Ouest                        |
| Équipe              | Domicile                                | Extérieur                               | Équipe                                  | Domicile                                  | Domicile                                  | Extérieur                                 | Extérieur                                 |
| Atlanta             | 109-105 (OT)                            | 102-92                                  | Dallas                                  | 127-107                                   | 128-120                                   | 91-114                                    | 130-112                                   |
| Charlotte           | 111-101                                 | 116-99                                  | Houston                                 | 123-110                                   |                                           | 112-92                                    | 114-10                                    |
| Miami               | 111-103                                 | 118-112                                 | Memphis                                 | 119-69                                    | 125-104                                   | 100-84                                    | 100-99                                    |
| Orlando             | 119-113                                 | 130-114                                 | New Orleans                             | 111-95                                    | 125-107                                   | 134-120                                   |                                           |
| Washington          | 102-94                                  | 134-121                                 | San Antonio                             | 120-90                                    | 112-101                                   | 79-87                                     | 92-86                                     |
|                     | 5–0                                     | 5–0                                     |                                         | 9–0                                       | 9–0                                       | 7–2                                       | 7–2                                       |
| Division            | 10-0                                    | 10-0                                    | Division                                | 16–2                                      | 16–2                                      | 16–2                                      | 16–2                                      |
| Conférence          | 27–3 (Domicile : 14–1 Extérieur: 13–2)  | 27–3 (Domicile : 14–1 Extérieur: 13–2)  | Conférence                              | 46-6 (Domicile : 25–1 ; Extérieur : 21–5) | 46-6 (Domicile : 25–1 ; Extérieur : 21–5) | 46-6 (Domicile : 25–1 ; Extérieur : 21–5) | 46-6 (Domicile : 25–1 ; Extérieur : 21–5) |
| Total               | 73-9 (Domicile : 39–2; Extérieur: 34–7) | 73-9 (Domicile : 39–2; Extérieur: 34–7) | 73-9 (Domicile : 39–2; Extérieur: 34–7) | 73-9 (Domicile : 39–2; Extérieur: 34–7)   | 73-9 (Domicile : 39–2; Extérieur: 34–7)   | 73-9 (Domicile : 39–2; Extérieur: 34–7)   | 73-9 (Domicile : 39–2; Extérieur: 34–7)   |

## Classements
| Conférence Ouest | Conférence Ouest                | Conférence Ouest | Conférence Ouest | Conférence Ouest | Conférence Ouest | Conférence Ouest | Conférence Ouest |
| No               | Franchise                       | Vic.             | Def.             | MJ               | MR               | V/D              | GB               |
| ---------------- | ------------------------------- | ---------------- | ---------------- | ---------------- | ---------------- | ---------------- | ---------------- |
| 1                | Warriors de Golden State T      | 73               | 9                | 82               | 0                | .890             | -                |
| 2                | Spurs de San Antonio            | 67               | 15               | 82               | 0                | .817             | 6                |
| 3                | Thunder d'Oklahoma City         | 55               | 27               | 82               | 0                | .671             | 18               |
| 4                | Clippers de Los Angeles         | 53               | 29               | 82               | 0                | .646             | 20               |
| 5                | Trail Blazers de Portland       | 44               | 38               | 82               | 0                | .537             | 29               |
| 6                | Mavericks de Dallas             | 42               | 40               | 82               | 0                | .512             | 31               |
| 7                | Grizzlies de Memphis            | 42               | 40               | 82               | 0                | .512             | 31               |
| 8                | Rockets de Houston              | 41               | 41               | 82               | 0                | .500             | 32               |
|                  |                                 |                  |                  |                  |                  |                  |                  |
| 9                | Jazz de l'Utah                  | 40               | 42               | 82               | 0                | .488             | 33               |
| 10               | Nuggets de Denver               | 33               | 49               | 82               | 0                | .402             | 40               |
| 11               | Kings de Sacramento             | 33               | 49               | 82               | 0                | .402             | 40               |
| 12               | Pelicans de La Nouvelle-Orléans | 30               | 52               | 82               | 0                | .366             | 43               |
| 13               | Timberwolves du Minnesota       | 29               | 53               | 82               | 0                | .354             | 44               |
| 14               | Suns de Phoenix                 | 23               | 59               | 82               | 0                | .280             | 50               |
| 15               | Lakers de Los Angeles           | 17               | 65               | 82               | 0                | .207             | 56               |

| Division Pacifique        | V  | D  | MJ | V/D  | GB | Dom   | Ext   | Div  | Conf  |
| ------------------------- | -- | -- | -- | ---- | -- | ----- | ----- | ---- | ----- |
| Warriors de Golden StateT | 73 | 9  | 82 | .890 | -  | 39-2  | 34-7  | 15-1 | 46-6  |
| Clippers de Los Angeles   | 53 | 29 | 82 | .646 | 20 | 29-12 | 24-17 | 9-7  | 31-21 |
| Kings de Sacramento       | 33 | 49 | 82 | .402 | 40 | 18-23 | 15-26 | 8-8  | 19-33 |
| Suns de Phoenix           | 23 | 59 | 82 | .280 | 50 | 14-27 | 9-32  | 6-10 | 17-35 |
| Lakers de Los Angeles     | 17 | 65 | 82 | .207 | 56 | 12-29 | 5-36  | 2-14 | 8-44  |

## Effectif
| Warriors de Golden State Effectif actuel |    |                        |                      |                   |
| Entraîneur : Steve Kerr                  |    |                        |                      |                   |
| Arrière                                  | 19 | Drapeau du Brésil      | Leandro Barbosa      | Brésil            |
| Ailier                                   | 40 | Drapeau des États-Unis | Harrison Barnes      | North Carolina    |
| Pivot                                    | 12 | Drapeau de l'Australie | Andrew Bogut         | Utah              |
| Arrière                                  | 21 | Drapeau des États-Unis | Ian Clark            | Belmont           |
| Meneur                                   | 30 | Drapeau des États-Unis | Stephen Curry (C)    | Davidson          |
| Pivot                                    | 31 | Drapeau du Nigeria     | Festus Ezeli         | Vanderbilt        |
| Ailier, Ailier fort                      | 23 | Drapeau des États-Unis | Draymond Green       | Michigan State    |
| Arrière, Ailier                          | 9  | Drapeau des États-Unis | Andre Iguodala (C)   | Arizona           |
| Arrière, Meneur                          | 34 | Drapeau des États-Unis | Shaun Livingston     | Peoria Central HS |
| Ailier fort                              | 36 | Drapeau des États-Unis | Kevon Looney         | UCLA              |
| Ailier                                   | 20 | Drapeau des États-Unis | James Michael McAdoo | Caroline du Nord  |
| Arrière, Ailier                          | 4  | Drapeau des États-Unis | Brandon Rush         | Kansas            |
| Ailier fort                              | 5  | Drapeau des États-Unis | Marreese Speights    | Florida           |
| Arrière                                  | 11 | Drapeau des États-Unis | Klay Thompson        | Washington State  |
| Ailier fort, Pivot                       | 18 | Drapeau du Brésil      | Anderson Varejão     | Brésil            |
| (C) Capitaine - Blessé                   |    |                        |                      |                   |

## Transferts

### Joueurs qui re-signent
| Date       | Joueur          | Nouveau contrat                                                  | Fin du contrat | Référence |
| ---------- | --------------- | ---------------------------------------------------------------- | -------------- | --------- |
| 25 juin    | Brandon Rush    | Active son option joueur de 1 270 964 $ pour la saison 2015/2016 | 2016           | [ 14 ]    |
| 9 juillet  | Draymond Green  | 82 000 000 $ sur 5 ans                                           | 2020           | [ 15 ]    |
| 13 juillet | Leandro Barbosa | 2 500 000 $ sur 1 an                                             | 2016           | [ 16 ]    |

### Arrivées

#### Via draft
| Date      | Joueur       | Draft                          | Contrat                                                                         | Provenance    | Référence |
| --------- | ------------ | ------------------------------ | ------------------------------------------------------------------------------- | ------------- | --------- |
| 6 juillet | Kevon Looney | Draft 2015, Tour 1, choix n°30 | Contrat de 2 310 000 $ sur 2 ans (Option d’équipe pour les saisons 2017 à 2019) | Bruins d'UCLA | [ 17 ]    |

#### Via agent libre
| Date         | Joueur           | Contrat                                            | Provenance        | Référence |
| ------------ | ---------------- | -------------------------------------------------- | ----------------- | --------- |
| 14 septembre | Ian Clark        | 947,000 $ sur 1 an (Agent libre restreint en 2016) | Nuggets de Denver | [ 18 ]    |
| 22 février   | Anderson Varejão | 456,000 $ sur 1 an                                 | Nuggets de Denver | [ 19 ]    |

### Départs

#### Via agent libre
| Date       | Joueur         | Contrat                          | Vers ¹                | Référence |
| ---------- | -------------- | -------------------------------- | --------------------- | --------- |
| 9 juillet  | Justin Holiday | Contrat de 1 960 000 $ sur 2 ans | Hawks d'Atlanta       | [ 20 ]    |
| 27 juillet | Ognjen Kuzmić  | -                                | Panathinaïkos (Grèce) | [ 21 ]    |

¹ Il s'agit de l’équipe pour laquelle le joueur a signé après son départ, il a pu entre-temps changer d'équipe ou encore de pays.

#### Via Waived
| Date       | Joueur         | Commentaire                                              |
| ---------- | -------------- | -------------------------------------------------------- |
| 12 octobre | Tony Mitchell  | Non retenu dans l'équipe après les camps d’entraînements |
| 14 octobre | Ben Gordon     | Non retenu dans l'équipe après les camps d’entraînements |
| 16 octobre | Juwan Staten   | Non retenu dans l'équipe après les camps d’entraînements |
| 23 octobre | Chris Babb     | Non retenu dans l'équipe après les camps d’entraînements |
| 23 octobre | Jarell Eddie   | Non retenu dans l'équipe après les camps d’entraînements |
| 23 octobre | Xavier Henry   | Non retenu dans l'équipe après les camps d’entraînements |
| 23 octobre | Chris Udofia   | Non retenu dans l'équipe après les camps d’entraînements |
| 22 février | Jason Thompson | Libéré                                                   |